# Breilly
Breilly – miejscowość i gmina we Francji, w regionie Hauts-de-France, w departamencie Somma.
Według danych na rok 2011 gminę zamieszkiwały 464 osoby, a gęstość zaludnienia wynosiła 81 osób/km² (wśród 2293 gmin Pikardii Breilly plasuje się na 584. miejscu pod względem liczby ludności, natomiast pod względem powierzchni na miejscu 810.).